# Quel numéro demandez-vous ?
Pour plus de détails, voir Fiche technique et Distribution.

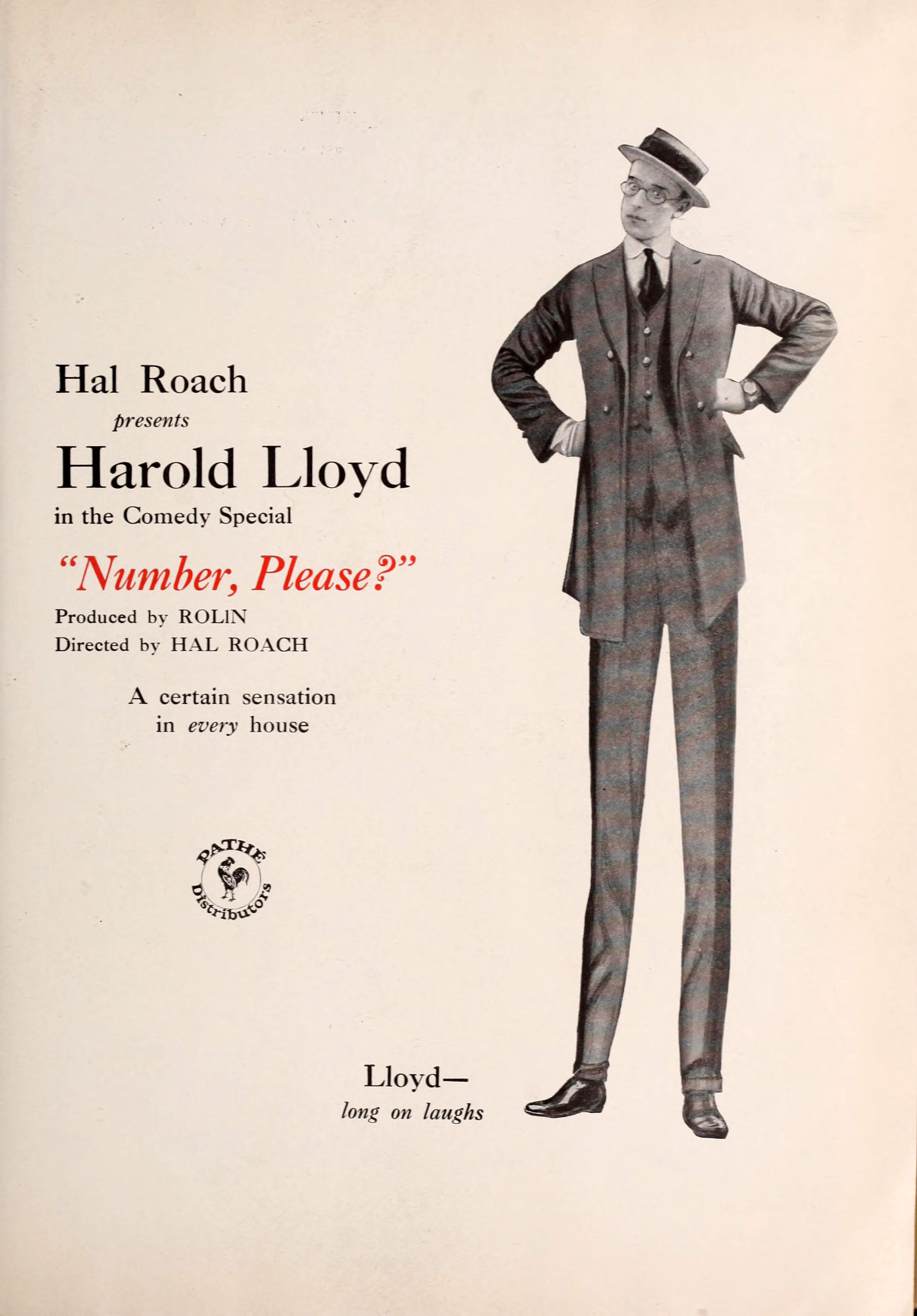
Publicité, 1921

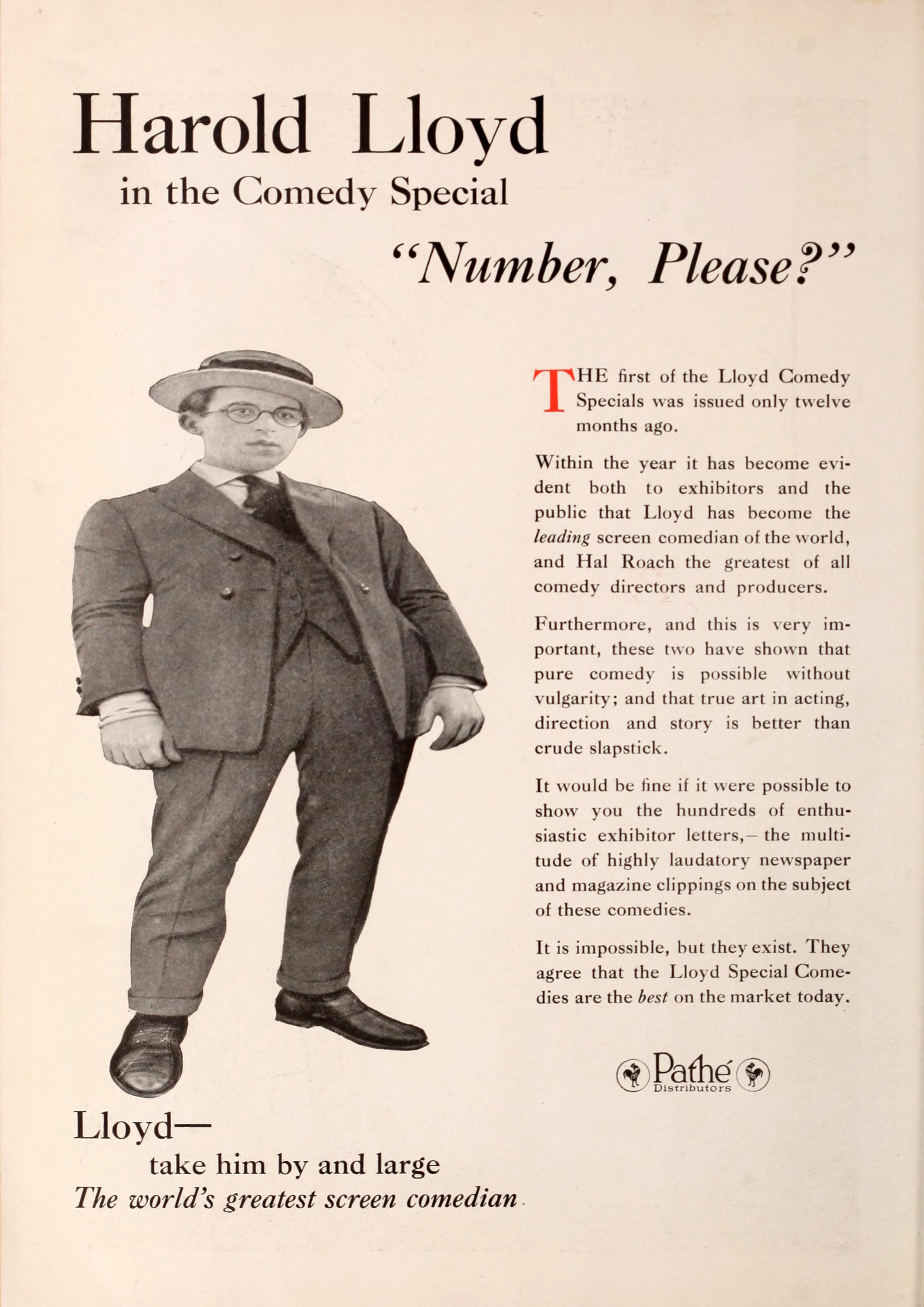
Publicité, 1921

Quel numéro demandez-vous ? (titre original : Number, Please?) est un court métrage de comédie américain, en noir et blanc et muet, réalisé par Hal Roach et Fred C. Newmeyer et sorti en 1920. Ce film met en scène le comique Harold Lloyd.

## Synopsis
Un jeune homme erre dans un parc d'attractions. Alors qu'il essaye vainement d'oublier la fille qui vient de le quitter, il la croise malencontreusement accompagnée de son nouveau compagnon. Les deux hommes vont se livrer une compétition pour obtenir les faveurs de la femme…

## Fiche technique
- Titre : Quel numéro demandez-vous ?
- Titre original : Number, Please?
- Réalisation : Hal Roach, Fred C. Newmeyer
- Scénario : H.M. Walker
- Musique : Robert Israel (pour l'édition vidéo de 2004)
- Photographie : Walter Lundin
- Production : Hal Roach, Rolin Films
- Pays de production :  États-Unis
- Genre : Comédie
- Durée : 23 minutes
- Dates de sortie :
  - États-Unis : 26 décembre 1920
  - France : 16 novembre 1923

## Distribution
- Harold Lloyd : le jeune homme
- Mildred Davis : la jeune femme
- Roy Brooks : le rival
- Sammy Brooks : l'homme dans la cabine téléphonique (non crédité)
- William Gillespie : un policier (non crédité)
- Wallace Howe (non crédité)
- Ernest Morrison (en) : le jeune garçon (non crédité)
- Hal Roach : le marin (non créditée)
- Charles Stevenson : un policier (non crédité)

## Récompenses et distinctions

### Nominations
- Saturn Award 2006 :
  - Saturn Award de la meilleure collection DVD (au sein du coffret Harold Lloyd Collection)